# 阿蘇しのぶ
阿蘇 しのぶ（あそ しのぶ、1957年5月21日 - ）は、 日本の元女子プロレスラー。本名・坂本 克代。熊本県熊本市出身。

## 来歴
- 1974年、全日本女子プロレスの「昭和48年組」としてデビュー。
- 池下ユミと悪役タッグ「ブラック・ペア」（初代）を結成。WWWA世界タッグ王座も獲得する。スパナでの凶器攻撃がトレードマークであった。
- 1978年、全女を退団。
- 1979年、同じく元全女の佐々木順子や元国際プロレスの千草京子らと「ワールド女子プロレス」を設立するも旗揚げ戦前に崩壊し、仕切り直しとして旗揚げした「ニューワールド女子プロレス」も1ヶ月ほどで崩壊となった。
- 1987年、覆面レスラー「ザ・スナイパー」としてジャパン女子プロレスで復帰。
- ジャパン女子プロレスのリングに登場以降の選手活動はしていない。

## 得意技
- ヘッドロック
- バックドロップ

## タイトル歴
- 第66代WWWA世界タッグ王座（パートナーは池下ユミ）